# Уэстон (Западная Виргиния)
Уэстон (англ. Weston) — город на севере центральной части штата Западная Виргиния, США. Административный центра округа Льюис. Население по данным переписи 2010 года — 4110 человек.

## География
По данным Американского бюро переписи населения, общая площадь города составляет 5,18 км², в том числе 5,05 км² — суша и 0,13 км² — водные пространства. Расположен на реке Уэст-Форк, при впадении в неё притока Стоункоал.

## История
Населённый пункт был основан в 1818 году под названием Престон. Вскоре название было изменено на Флешервилл, а уже в 1819 году — на Уэстон. Город был инкорпорирован в 1913 году.

## Население
Согласно данным переписи населения 2010 года, в городе насчитывалось 4110 жителей. Плотность населения, таким образом, составляла 793 человека на км². Расовый состав населения города был таков: 97,0 % — белые; 0,8 % — афроамериканцы; 0,7 % — азиаты и 1,5 % — представители двух и более рас. 1,3 % населения определяли своё происхождение как испанское (латиноамериканское).
Из 1811 домохозяйств на дату переписи 27,7 % имели детей; 40,9 % были женатыми парами. 33,7 % домашних хозяйств было образовано одинокими людьми, при этом в 16,6 % домохозяйств проживал одинокий человек старше 65 лет. Среднее количество людей в домашнем хозяйстве составляло 2,27; средний размер семьи — 2,86 человек.
Возрастной состав населения: 22,0 % — младше 18 лет; 7,7 % — от 18 до 24 лет; 26,1 % — от 25 до 44 лет; 26,2 % — от 45 до 64 лет и 18,1 % — 65 лет и старше. Средний возраст — 41,4 лет. 48,7 % населения — мужчины и 51,3 % — женщины.
Динамика численности населения города по годам:
| 1940 | 1950 | 1960 | 1970 | 1980 | 1990 | 2000 | 2010 |
| ---- | ---- | ---- | ---- | ---- | ---- | ---- | ---- |
| 8268 | 8945 | 8754 | 7323 | 6250 | 4994 | 4317 | 4110 |